# أيزو (فوكوشيما)

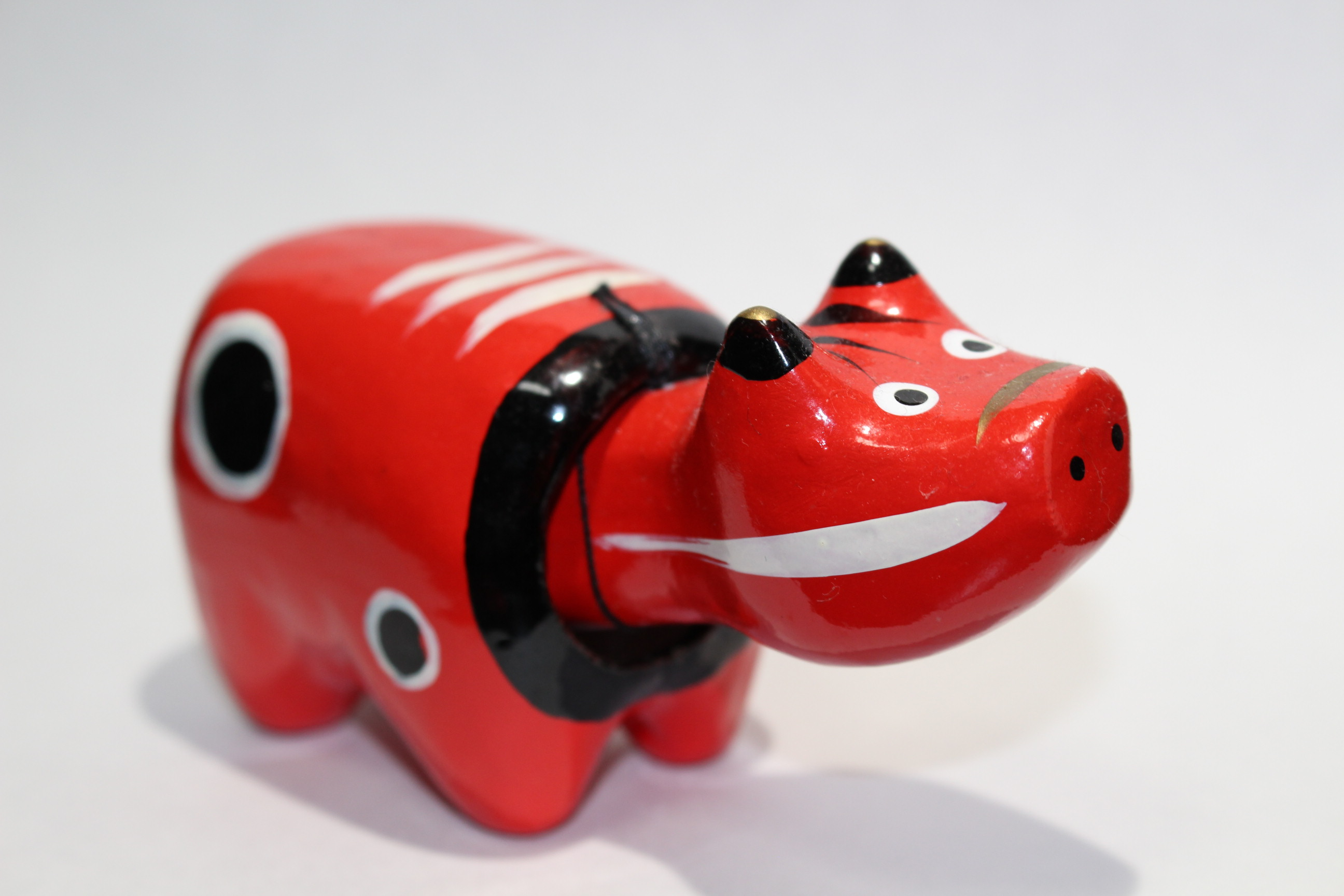
لعبة أكابيكو.

أيزو (باليابانية: 会津) هي منطقة تقع أقصى غرب محافظة فوكوشيما في اليابان. اعتبارًا من 1 أكتوبر 2010، بلغ عدد سكانها 291,838 نسمة. المدينة الرئيسية في المنطقة هي أيزواكاماتسو.
كانت جزءًا من مقاطعة موتسو، وكانت المنطقة سابقاً جزء من مقاطعة إيواسي التي أنشئت في عهد الإمبراطورة غينشو. أسس اليورو ريتسوريو مقاطعة إيواسي في عام 718 من خلال تقسيم مقاطعة ميتشينوكو (مقاطعة موتسو). كانت تتألف من خمس مناطق هي: شيراكاوا (باليابانية: 白河) وإيواسي (باليابانية: 石背) وأيزو (باليابانية: 会津) وأساكا (باليابانية: 安積) وشينوبو (باليابانية: 信夫). عادت المنطقة التي تحيط بها المقاطعة إلى موتسو في وقت ما بين 722 و724.
خلال فترة إيدو، كانت منطقة أيزو، منطقة إقطاعية تحت حكم شوغونية توكوغاوا التي حكمت معظم المنطقة من قلعة أيزواكاماتسو. بعد استعراش مييجي، أصبحت جزءًا من مقاطعة إيواشيرو قصيرة العمر قبل أن تصبح منطقة تابعة لمحافظة فوكوشيما.
على الرغم من أنها لم تكن مقاطعة رسمية بحد ذاتها، إلا أن أيزو تتمتع بهوية إقليمية قوية.

## أبرز أعلام المنطقة
- ناكانو تاكيكو (1847–1868)، محاربة.
- نيجيما ياي (1845–1932)، محاربة، مؤسسة مشاركة لجامعة دوشيشا، ومعلمة في قسم النساء في دوشيشا.
- هيديو نوغوتشي (1876–1928)، طبيب قدم مساهمات كبيرة في مكافحة مرض الزهري والحمى الصفراء
- كي ساتو (1928–2010)، ممثل سينمائي.
- شيبا غورو (1860–1945)، ضابط عسكري.
- تاكيدا سوكاكو (1854–1910)، مؤسس مدرسة دايتو ريو أيكي جوجيتسو.
- ياماكاوا هيروشي (1845–1898)، قائد عسكري بارز دافع عن المنطقة، وهو شخصية بارزة في إغاثة حامية كوماموتو خلال حرب سينان في عصر ميجي.